# Stance Punks
Gli Stance Punks sono un gruppo musicale punk rock giapponese, fondato nel 1998. Il gruppo ha ottenuto popolarità dopo essersi esibita dal vivo sul tetto di un edificio a Shimokitazawa.
Sono conosciuti al di fuori del Giappone per alcuni brani utilizzati nella colonna sonora di alcuni anime e film, come Mayonaka Shounen Totsugekidan, utilizzata come sigla di chiusura del film Battle Royale 2, No Boy, No Cry, sesta sigla di apertura dell'anime Naruto ed I Wanna Be, sigla di chiusura dell'anime Soul Eater. Dal 2005 sono sotto contratto con l'etichetta discografica Kowalski Records, di proprietà della Sony Music, con la quale hanno debuttato con il singolo Mony Mony Mony.
Il gruppo si è esibito a Kyoto in un concerto tributo all'anime Naruto di circa cinque ore.

## Membri
- Tsuru (Voce)
- Kinya (Chitarra)
- Tetsushi (Basso)
- Kenichi (Batteria)

## Discografia

### Album
- 2000.5.4 Shimokitazawa Rooftop (8/18/2000)
- STANCE PUNKS (Mini Album) (10/26/2001)
- STANCE PUNKS (Full Album) (8/21/2001)
- LET IT ROLL (7/7/2004)
- HOWLING IDOL ~Shinenakatta Dengeki Yarou~ (7/20/2005)
- BUBBLEGUM VIKING (11/152006)
- BOMP! BOMP! BOMP! (3/5/2008)
- PEACE & DESTROY (12/10/2008)
- THE WORLD IS MINE (02/03/2010)

### Singoli
- Kusottare Kaihouku                          (4/10/2002)
- Saitei Saikou 999/Zassou no Hana   (6/11/2003)
- Lost Boy's March                              (5/5/2004)
- 19roll                                               (6/9/2004)

*MONY MONY MONY                   (3/24/2005)
- No Boy, No Cry                         (6/8/2005)
- Sheryl wa Blue                                (5/24/2006)
- Let It Rock                        (8/2/2006)
- I Wanna Be                      (6/4/2008)

### Video e DVD
- Ichigeki Hissatsu (6/11/2003)
- PV/DV mania! (12/7/2005)
- 10th Anniversary Live One Man (3/9/2008)